# Axel Breinlinger
Axel Breinlinger (* 2. März 1951 in Stuttgart) ist ein deutscher Jurist und ehemaliger Richter am Bundesarbeitsgericht.

## Leben und Wirken
Nach dem Studium der Rechtswissenschaften und dem anschließenden Referendariat war Breinlinger zunächst als wissenschaftlicher Mitarbeiter an einem arbeitsrechtlichen Lehrstuhl an der TU Darmstadt tätig. Nach kurzer Beschäftigung als Rechtsanwalt trat er im April 1981 in den Richterdienst des Landes Hessen ein. Nach einer Verwendung in der ordentlichen Gerichtsbarkeit wechselte Breinlinger im November 1982 an das Arbeitsgericht Offenbach. Es folgten Abordnungen als wissenschaftlicher Mitarbeiter an das Bundesarbeitsgericht und als Richter an das Hessische Landesarbeitsgericht. 1995 wechselte er in die Arbeitsgerichtsbarkeit des Landes Mecklenburg-Vorpommern, wo er Vorsitzender Richter am dortigen Landesarbeitsgericht wurde.
2001 wurde Breinlinger zum Richter am Bundesarbeitsgericht ernannt und zunächst dem Dritten Senat zugewiesen. 2008 wurde er dem Achten Senat zugeteilt, wo er maßgeblich an der Weiterentwicklung der höchstarbeitsgerichtlichen Rechtsprechung zum Allgemeinen Gleichbehandlungsgesetz, zum Recht des Betriebsübergangs und zum Schadensersatzrecht beteiligt war. Zum 31. Oktober 2015 schied er altersbedingt aus dem Staatsdienst aus. Seit 2016 ist Breinlinger als Rechtsanwalt zugelassen und in einer Frankfurter Rechtsanwaltskanzlei tätig.